# Achille Starace
Achille Starace (ur. 18 sierpnia 1889 w Sannicola, zm. 29 kwietnia 1945 w Mediolanie) – włoski polityk faszystowski i oficer armii włoskiej.

## Życiorys
Urodził się w Sannicola, w południowej Apulii. Był jednym z siedmiorga dzieci kupca winnego Luigjego Starace i Franceski. Uczęszczał do technikum w Lecce, gdzie kształcił się w zakresie księgowości. W 1909 został powołany do armii i służył w formacji bersalierów. W 1912 uzyskał awans na podporucznika (sottotenente). Brał udział w I wojnie światowej jako oficer 12 pułku bersalierów, był czterokrotnie odznaczany brązowym orderem za zasługi wojskowe na polu walki. W 1917 w czasie pobytu w Udine miał związać się z lożą masońską La Vedetta.

## Działalność polityczna
Po zakończeniu wojny przeszedł do cywila i przeniósł się do Trydentu, gdzie nawiązał pierwsze kontakty z ruchem faszystowskim. W 1921 zwrócił na siebie uwagę Benita Mussoliniego, który zlecił mu organizację struktur faszystowskich w rejonie Trydentu. W październiku 1921 objął stanowisko zastępcy sekretarza Narodowej Partii Faszystowskiej. W 1922 wziął czynny udział w Marszu na Rzym, dowodząc oddziałem tzw. Czarnych koszul. W kwietniu 1924 uzyskał mandat deputowanego do parlamentu.
Szczyt swojej kariery politycznej osiągnął w 1931, kiedy objął stanowisko sekretarza Narodowej Partii Faszystowskiej. Był odpowiedzialny za organizację parad i marszów, a także kształtowanie kultu Duce we Włoszech. Przypisywano mu wprowadzenie salutu rzymskiego jako obowiązującego pozdrowienia w państwie faszystowskim. Z czasem jego działalność była poddawana krytyce w partii za próbę dostosowania Balili (faszystowskiej organizacji młodzieżowej) do wzorca niemieckiej Hitlerjugend a także nieporadność w popularyzacji ideologii faszystowskiej w społeczeństwie włoskim. W 1933 był organizatorem czystki w strukturach bolońskich partii faszystowskiej, jako konsekwencji krytycznych wypowiedzi Leandro Arpinatiego, skierowanych przeciwko Mussoliniemu.

## Wojna w Abisynii

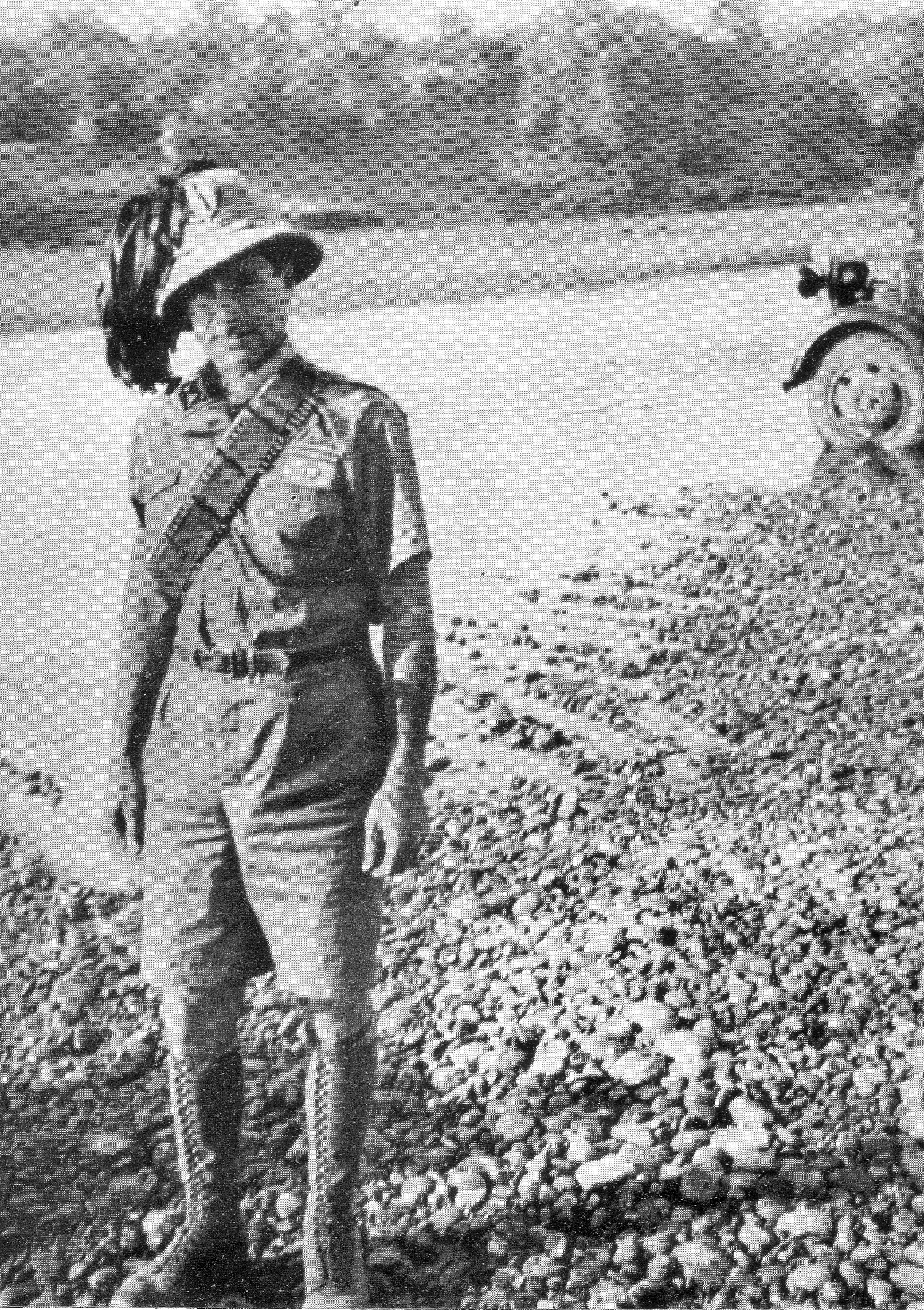
Achille Starace w czasie wojny w Abisynii

W 1935 Starace został urlopowany ze stanowiska sekretarza partii faszystowskiej, aby wziąć udział w wojnie w Abisynii. Początkowo walczył na froncie północnym. W marcu 1936, w stopniu pułkownika objął dowództwo grupy mieszanej, złożonej z bersalierów i z Czarnych koszul. W czasie kilkudniowej operacji oddział pokonał 120 km, zajmując Gonder (stolicę prowincji Begemder) i docierając do granicy Etopii z brytyjskim Sudanem. Po zakończeniu wojny powrócił na stanowisko sekretarza partii faszystowskiej, a swoje wspomnienia wydał w propagandowym dziele opublikowanym w 1936 (La marcia su Gondar). Za zasługi w czasie wojny został odznaczony Orderem Sabaudzkim Wojskowym.

## Działalność w ruchu olimpijskim
Starace był entuzjastą sportu i propagował aktywność sportową wśród członków partii faszystowskiej. 5 maja 1933 objął stanowisko przewodniczącego Włoskiego Narodowego Komitetu Olimpijskiego, które sprawował przez sześć lat. Sukcesy włoskich piłkarzy i bokserów stały się istotnym elementem propagowania faszyzmu przez Starace.

## Kryzys kariery politycznej i śmierć
Po inwazji Włoch na Albanię, w kwietniu 1939 Starace przyjechał do Tirany, gdzie zajął się organizowaniem ruchu faszystowskiego i młodzieżówki faszystowskiej. W październiku 1939 Starace utracił swoją pozycję w partii, zachował jedynie stanowisko szefa sztabu Czarnych koszul. W 1941 po kilkumiesięcznym pobycie na froncie albańskim został ranny w czasie walk z Grekami i utracił zajmowane stanowisko, oskarżany o niekompetencję. W 1943 został aresztowany po raz pierwszy przez rząd Pietro Badoglio i osadzony w więzieniu Regina Coeli, ale wkrótce został zwolniony. Kolejny raz został aresztowany przez policję faszystowską. Oskarżony o nieudolność w czasie, kiedy pełnił funkcję sekretarza partii trafił do obozu koncentracyjnego w Weronie. Uwolniony w 1945 przeniósł się do Mediolanu, gdzie mieszkał pod przybranym nazwiskiem. W czasie porannego biegu został schwytany i rozpoznany przez grupę partyzantów antyfaszystowskich. Przewieziony na Piazzale Loreto, gdzie wcześniej powieszono Benita Mussoliniego, Starace oddał honory Duce, a następnie został rozstrzelany i powieszony obok niego. Pochowany na cmentarzu Maggiore di Musocco w Mediolanie.

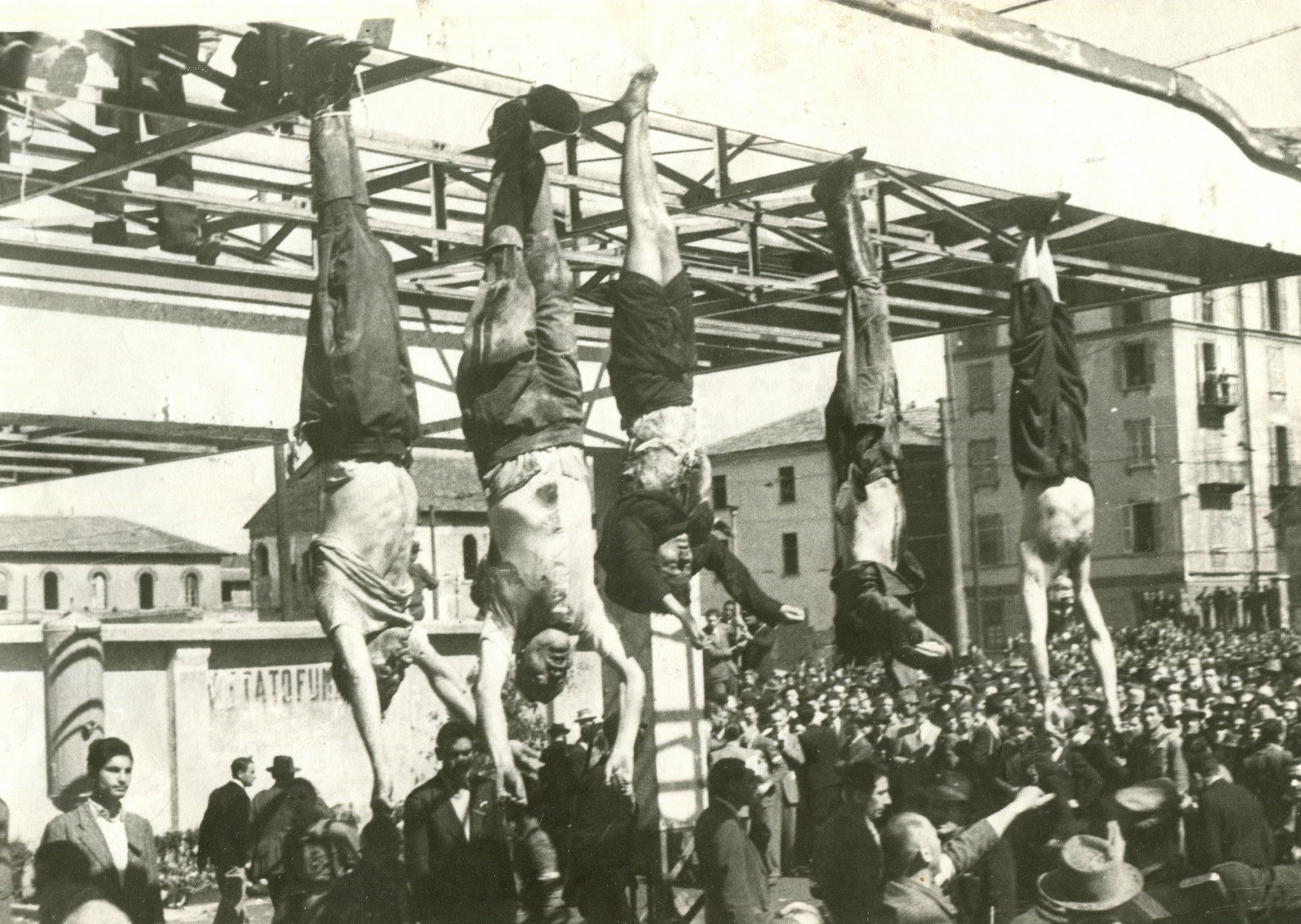
Ciało Achille Starace (pierwszy z prawej) wśród straconych w Mediolanie

## Życie prywatne
Był żonaty (w 1909 poślubił Ines Massari), miał dwoje dzieci.